# Juda Barsabbas
Juda Barsabbas lub Barsaba (zm. prawd. w I w.) – chrześcijanin pochodzący najprawdopodobniej z Jerozolimy, który został wysłany w I wieku przez Apostołów, razem ze św. Pawłem, św. Barnabą i Sylasem do Antiochii.
Informacje dotyczące działalności Judy Barsabbasa odnajdujemy w 15 rozdziale Dziejów Apostolskich. Księga ta nazywa Judę prorokiem. Niektóre rękopisy Dziejów Apostolskich wskazują na samotny powrót Judy do Jerozolimy.
Przydomek Barsabbas oznaczający syna szabatu, odpoczynku lub powrotu pochodzi z języka aramejskiego – Barszeba. Był w użyciu już w czasach Chrystusa.